# Topobates medius
Topobates medius är en kvalsterart som först beskrevs av Hammer 1967.  Topobates medius ingår i släktet Topobates och familjen Scheloribatidae. Inga underarter finns listade i Catalogue of Life.